# Bát-nhã tâm kinh

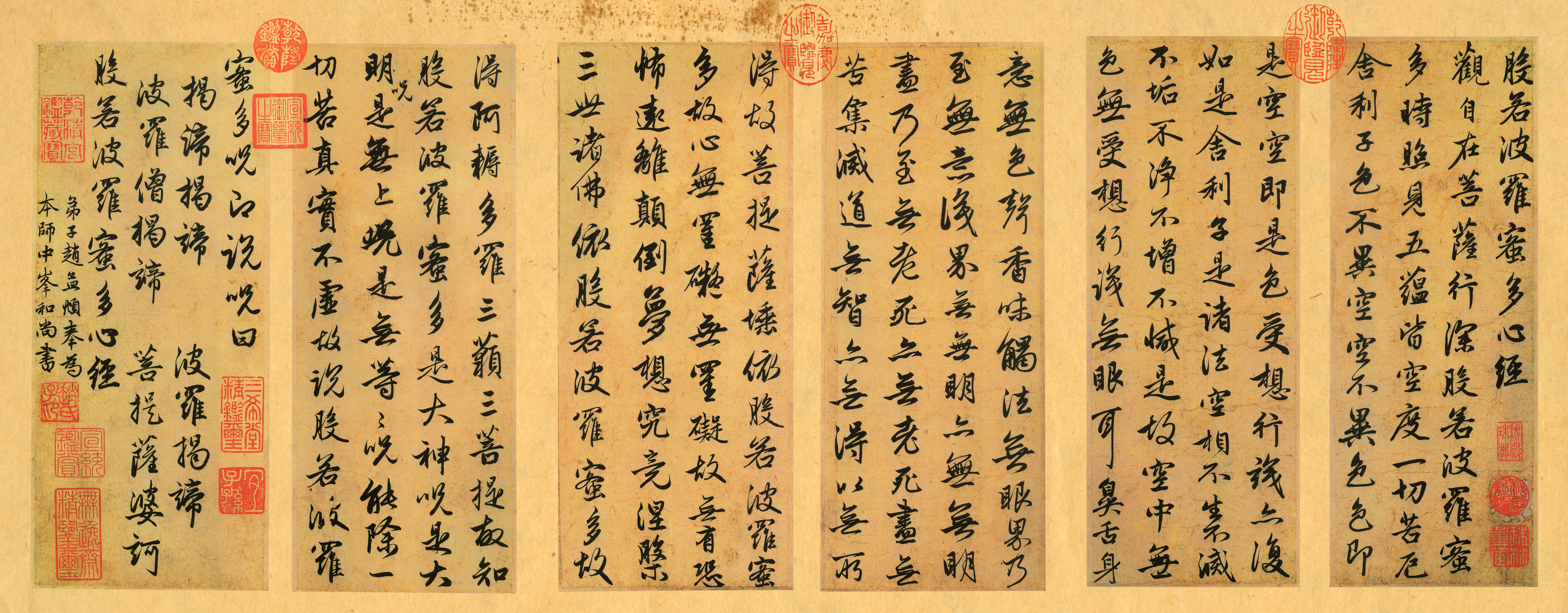
Bản Tâm kinh (thể văn ngôn) của Triệu Mạnh Phủ, một nhà thư pháp nổi tiếng đời nhà Tống

Bát-nhã-ba-la-mật-đa tâm kinh (phiên latinh từ Phạn ngữ:  Maha Prajñā Pāramitā Hridaya Sūtra, Prajnaparamitahridaya Sutra; Anh ngữ: Heart of Perfect Wisdom Sutra, tiếng Hoa: 般若波羅蜜多心經) còn được gọi là Bát-nhã tâm kinh, hay Tâm Kinh. Đây là kinh ngắn nhất chỉ có khoảng 260 chữ của Phật giáo Đại thừa và Thiền tông. Nó cũng là kinh tinh yếu của bộ kinh Đại Bát Nhã gồm 600 cuốn.
Kinh này được hầu hết các Phật tử tại Việt Nam, Triều Tiên, Nhật Bản, Tây Tạng, và Trung Quốc biết đến và rất thường dùng trong việc đọc tụng.

## Lịch sử
Tình trạng xuất hiện của kinh này không được các tác giả thống nhất. Thời điểm ra đời của nó có thể là từ năm 100 TCN đến thế kỷ thứ 2 và một số tác giả cho rằng bài kinh này do bồ tát Long Thọ (Nàgàrjuna) viết. Tuy nhiên, lời thoại của trong kinh này vẫn là lời thoại chúng thời Phật tại thế. Vì vậy những tác giả cho rằng "Kinh có sau thời Đức Phật" đó vẫn là giả thuyết mơ hồ.
Bản kinh phổ biến nhất ở Việt Nam là bản của sư Trần Huyền Trang (Tam Tạng) sau khi thỉnh kinh về đã dịch lại vào năm 649. Trước đó đã có nhiều sư dịch từ tiếng Phạn ra Hán ngữ trong đó có Cưu Ma La Thập (402-412), Nghĩa Huyền, Pháp Nguyệt, Bát Nhã và Lợi Ngôn, Trí Tuệ Luận, Pháp Thành, và Thi Hộ.
Kinh cũng đã được sự chú giải của rất nhiều sư từ nhiều quốc gia. Riêng ở Việt Nam, người chú giải kinh này đầu tiên là thiền sư Đạo Tuân Minh Chánh ở chùa Bích Động (tỉnh Ninh Bình) thời vua Minh Mạng.

## Dị bản
Về đại cương thì các bản văn đều khá rõ và giống nhau nhưng về chi tiết ngay các bản chữ Phạn để lại cũng có chi tiết khác nhau. Dĩ nhiên là trong các bản dịch đều có những chi tiết khác nhau nhỏ (tiếng Hán, tiếng Pháp và tiếng Việt).
Trong thập niên cuối của thế kỷ 19 thì bản kinh mới được Samuel Beal dịch ra Anh ngữ.
Edward Conze, một nhà nghiên cứu Phật học Anh (1904-1979) với nhiều công nghiên cứu đã không thể tìm thấy được bài văn nguyên thủy của kinh này, mặc dù đã có nhiều bằng chứng cho thấy có một nguyên bản ban đầu của kinh này.
Toàn bộ bộ kinh lớn Đại Bát Nhã cũng đã bị quân Hồi giáo tiêu hủy khi họ đánh chiếm Đại học Phật giáo Nalanda. (Xem thêm Lịch sử Phật giáo.)
Khi so lại bản dịch phổ biến hiện nay hầu hết dịch lại từ bản Hán ngữ của sư Trần Huyền Trang với một phiên bản khác còn lưu lại được trong Tạng ngữ thì bộ kinh này thiếu vắng phần khai kinh và phần kết luận hoan hỉ vâng làm theo của chư vị nghe giảng kinh. Trong bản dịch từ Tạng ngữ, phần này vẫn còn đầy đủ

### Việt ngữ
- Thiền và Bát Nhã - Daisetz Teitaro Suzuki - Tuệ Sỹ dịch
- Sách Tâm Kinh Lưu trữ ngày 28 tháng 1 năm 2011 tại Wayback Machine - tác giả Osho
- Bát Nhã Ba La Mật Đa Tâm Kinh - Bình Anson Lưu trữ ngày 28 tháng 9 năm 2023 tại Wayback Machine
- Tâm Kinh Bát Nhã Ba La Mật Đa—Chánh Trí Mai thọ Truyền—Nhà xuất bản An Tiêm—Bản in lần thứ 3 năm 2000 tại Paris.

### Anh ngữ
- The Heart Sutra in Buddhist Sanskrit-- Steven E. Newton Lưu trữ ngày 22 tháng 8 năm 2005 tại Wayback Machine
- The Heart Sutra -- E. Conze Lưu trữ ngày 2 tháng 11 năm 2000 tại Wayback Machine
- The Heart Sutra -- Dr. Michael E. Moriarty Communication Arts Department Valley City State University Valley City, North Dakota 58072
- The heart Sutra -- Andrew May
- The Heart Sutra: Prajnaparamita-Hridaya-Sutra

### Phạn ngữ
- Heart of Prajna Paramita Sutra